# Melo melo
Melo melo е много голям морски охлюв, мекотело от семейство Volutidae (хищни морски охлюви).

## Разпространение
Разпространението на този вид е ограничено до Югоизточна Азия, от Бирма, Тайланд и Малайзия, до Южнокитайско море и Филипините.

## Местообитание
Известно е, че този голям морски охлюв живее в крайбрежните и плитки сублиторални зони. Обикновено обитава калното дъно на максимална дълбочина от близо 20 м.

## Хранене
Мело мело е известно, че е месоядно, както показват лабораторни експерименти. Охлювът е специализиран хищник на други континентални шелфови хищни коремоноги, по-специално Hemifusus tuba (Melongenidae) и Babylonia lutosa (Buccinidae).  Също така е известен хищник на „кучешката раковина“, Strombus canarium (Strombidae).

## Описание
Перлата melo melo няма седеф, за разлика от перлата на перлените миди. GIA и CIBJO сега просто използват термина „перла“ (или, където е уместно, по-описателният термин „non-nacreous pearl“), когато се позовават на такива елементи, а не на използвания преди това термин „calcareous concretion“ и съгласно правилата на Федералната търговска комисия, различни перли от мекотели могат да бъдат наричани „перли“ без никаква квалификация. Мело мело перлата се създава по същия начин, както перли се създават от други мекотели.

## Употреба

### Перли
Този вид е известен с производството си на перли, включително оранжеви перли, чиято цена може да надхвърли $300 000.

### Месо
Този морски охлюв често се събира за храна от местните рибари. Консумира се във Виетнам.

### Черупка
Черупките често се използват като декорация или като лъжички за прахообразни вещества на местните пазари.
Черупката се използва традиционно от местните рибари и за да спаси лодките си, поради което тя обикновено се нарича „спасителна мида“ (на английски: bailer shell).